# Az állam foglyul ejtése
Az állam foglyul ejtése (a szakirodalomban használt angol kifejezéssel state capture) az a társadalmi-politikai jelenség, amelynek során az eseti korrupción túllépve a szervezett alvilág módszeresen próbál befolyást szerezni a közhatalom felső szféráiban annak érdekében, hogy folyamatos hatással lehessen a törvényalkotásra és ennek révén a saját bűnös érdekeinek megfelelő szabályrendszereket hozzon létre. Meg kell különböztetni az üzleti érdekek törvényes képviseletétől, a lobbizástól, bár a gyakorlatban a törvényes és a bűnös befolyás-gyakorlás elhatárolása nehéz lehet.
A fejlett országok közül Olaszország került közel többször az állam foglyul eséséhez a maffia tevékenysége révén azokban az időszakokban, amikor nem csak gyakorivá vált a korrupció, hanem az alvilág képviselői bekerültek a hatalomba képviselőként vagy köztisztviselőként, és a politikai döntéshozók felső rétegébe is eljutottak. Ilyenkor szükségszerűen egy időre az egész közhatalommal szemben megingott a bizalom az országban, mint a 20. század hetvenes éveiben. Ezt a korszakot ábrázolta – természetesen nem dokumentumfilmként, hanem művészi eszközökkel – a Polip című olasz televíziós sorozat.